# Бет-Ел

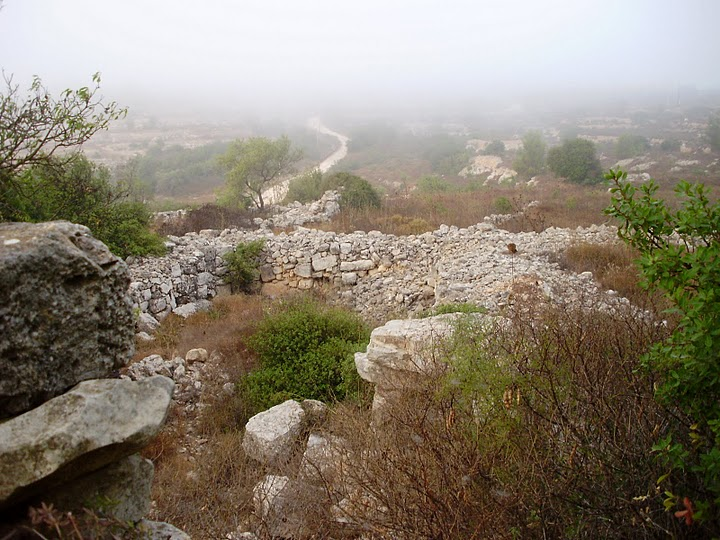
Руїни древнього Бет-Елу

Бет-Ел  — (івр. בֵּית אֵל, Бейт Ель — букв. «дім Божий») — місце, що згадується в Біблії і знаходиться у 17 км північніше Єрусалиму та 16 км південніше від Шіло. Місцезнаходження Бет-Елу визначене у Книзі Суддів таким чином: «…Ось буває рік-у-рік свято Господнє в Шіло, що на північ від Бет-Елу, на схід сонця від дороги, що провадить з Бет-Елу до Сихему, і з півдня від Левони.» (Сд. 21:19).

## Патріарх Яків
На цьому місці патріарх Яків під час втечі від Ісава отримав сон у якому з'являється драбина до неба, по якій ангели сходять до неба і Бог, що став на ній і промовив обіцянку свою (див. Драбина Якова, Бут. 28:10-22). Він злякався, прокинувся та промовив
Після перебування у Лавана, Яків повертається на землю Ханаану. Бог посилає Якова у Бет-Ел, де він мав осісти та поставити жертовника єдиному богу (Бут. 35:15-16).

## Ізраїльське царство
У часи розділеного існування царств Юди та Ізраїля, Бет-Ел стає значним релігійним центром і деякий час складає конкуренцію Єрусалиму у цьому значенні. Перший ізраїльський цар Єровоам I на кордоні з Юдейським царством в Бет-Елі і на півночі Ізраїльського царства в Дані встановлює ідоли золотих тельців, причому він сам здійснював їм жертвопринесення (3Цар 12:28-30). Пророк Амос закликає ізраїльтян навернутися до єдиного Бога: «І не звертайтеся до Бет-Елу, і до Ґілґалу не приходьте, а через Беер-Шеву не переходьте, бо на вигнання Ґілґал конче піде, і марнотою стане Бет-Ел. Наверніться до Господа, і будете жити, щоб Він не ввійшов, як огонь до Йосипового дому, і буде він жерти, та не буде кому погасити в Бет-Елі…» (Ам. 5:5-6). За це Амасія вигнав пророка з ізраїльського царства (Ам. 7:12-13). Пізніше, цар юдейського царства Йосія, знищив всі ті жертовники присвячені іншим богам як у Єрусалимі так і в Бет-Елі, як і було сказано в пророцтві Амоса. Бет-Ел згадує пізніше пророк Єремія говорячи про сором Ізраїля, що був там раніше «І за Кемоша Моав посоромлений буде, як Ізраїлів дім посоромлений був за Бет-Ел, за місце надії своєї.» (Єр. 48:13).

## XX століття
Після створення держави Ізраїль у 1948 році, біля цього місця, поблизу палестинського села Бейтін, засноване сучасне ізраїльське поселення Бет Ель.